# Diels-Alder-Diketon
Das Diels-Alder-Diketon oder 4,7-Dibromtricyclo[5.2.1.02,6]deca-4,8-dien-3,10-dion nach der IUPAC-Kommission, ist eine chemische Verbindung, welche als Zwischenstufe bei der Synthese des Cubans anfällt.

## Synthese

Entschützung des Diels-Alder-Diketal zum Diels-Alder-Diketon

Das Diels-Alder-Diketon kann durch eine Entschützungsreaktion des Diels-Alder-Diketals mit Schwefelsäure synthetisiert werden. Nach eintägigem Rühren wird das fast schwarze Gemisch, verursacht durch als Nebenprodukt entstehendes Ethylenglykol, in eiskaltes Wasser gegeben und so ausgefällt. Zur Aufreinigung kann das Produkt aus einem Gemisch aus Ethylacetat und Hexan rekristallisiert werden, da dieses meist in einer [2+2]-Cycloaddition weiterverarbeitet wird, um in einigen Folgeschritten das Cuban zu formen.